# Distretto di Madang
Il distretto di Madang, in inglese Madang District, è un distretto della Papua Nuova Guinea appartenente alla Provincia di Madang. Ha una superficie di 2.565 km² e 34.000 abitanti (stima nel 2000)